# 포큐파인

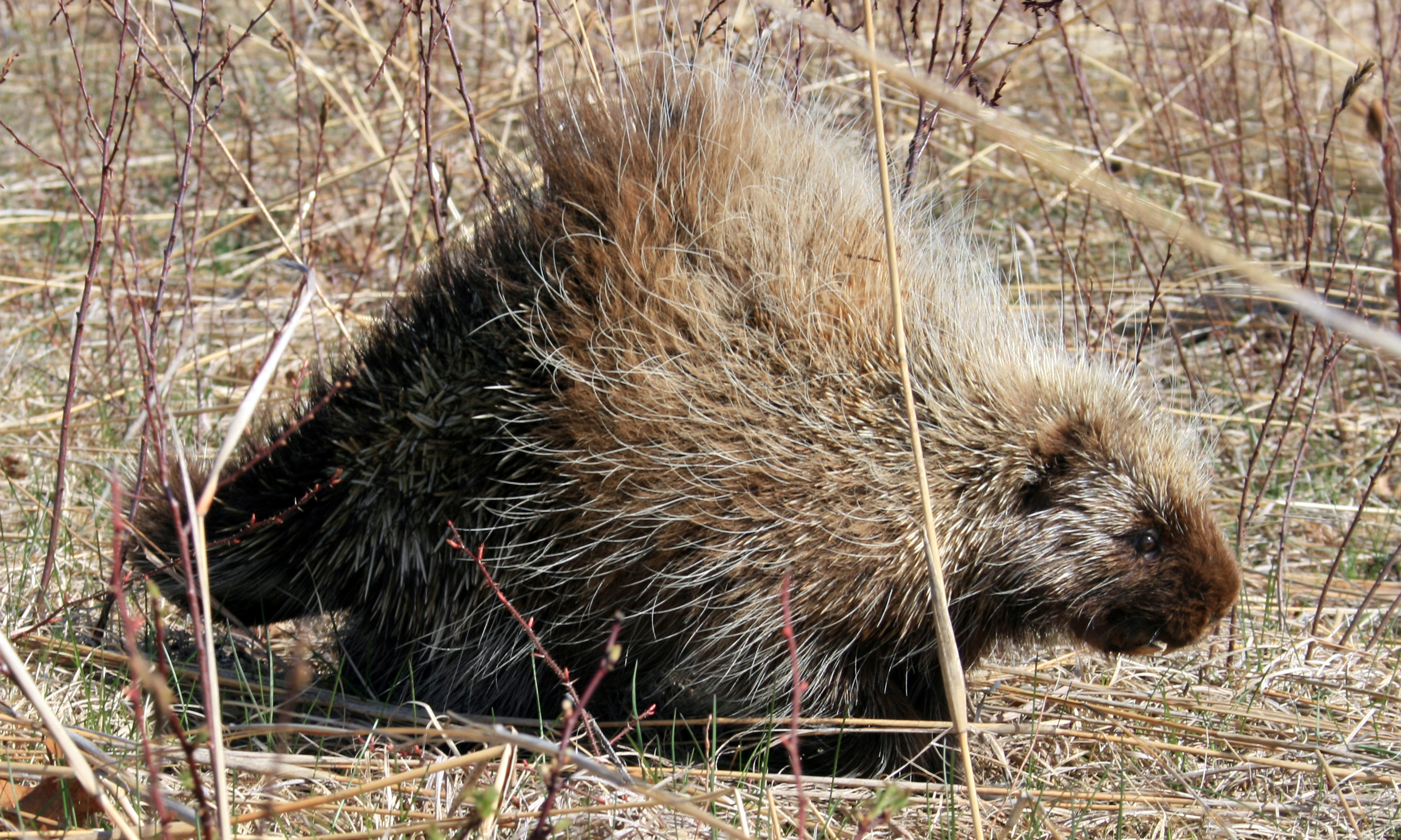

포큐파인(porcupine)은 날카로운 가시, 즉 깃털로 된 털을 가진 대형 설치류로, 포식자로부터 보호해 준다. 이 용어는 두 과, 즉 호저과(Hystricidae)와 아메리카호저류(Erethizontidae)를 포괄한다. 두 과 모두 설치목(Rodentia) 내 호저하목(Hystricognathi)에 속하며, 케라틴으로 구성된 변형된 털인 단단하거나 반경직한 깃털로 된 외피를 가지고 있다. 그럼에도 불구하고, 두 과는 서로 다르며 호저하목 내에서 서로 밀접한 관련이 없다. 포큐파인 중 가장 큰 종은 카피바라와 비버에 이어 세계에서 세 번째로 큰 현존 설치류이다.
호저과(Hystricidae)는 이탈리아, 아시아(서부 및 남부), 그리고 아프리카 대부분 지역에 서식한다. 이들은 크고 육생하며 엄격한 야행성이다.
아메리카호저류(Erethizontidae)는 북아메리카와 남아메리카 북부가 원산지이다. 이들은 삼림 지대에 서식하며 나무에 오를 수 있는데, 일부 종은 평생을 나무 위에서 보낸다. 호저과보다 야행성이 덜하고 일반적으로 크기가 작다.
대부분의 포큐파인은 몸길이가 약 60~90cm(25~36인치)이고, 꼬리 길이는 20~25cm(8~10인치)이다. 몸무게는 5~16kg(12~35파운드)이며, 둥글고 크고 느리며, 위협적인 방어 전략을 사용한다. 포큐파인의 색깔은 갈색, 회색, 흰색 등 다양한 색조를 띤다. 포큐파인의 가시 방어 방식은 먼 친척뻘인 진무맹장류 고슴도치아과와 오스트레일리아 단공류 가시두더지, 그리고 텐렉과에 속하는 포큐파인의 가시 방어 방식과 유사하다.

## 같이 보기
- 천산갑